# Guillaume Du Peyrat
Guillaume Du Peyrat, né en 1563 et mort en 1645, est un prêtre, théologien et historien français.

## Biographie
Il est un fils du Seigneur de Feyzin. Il fut le page de Catherine de Médicis puis substitut au procureur général du parlement de Paris avant d'entrer dans les ordres cisterciens. 
Il fut prieur de l'abbaye de la Piété-Dieu-lès-Ramerupt.
Il fut  conseiller et aumônier d'Henri IV et de Louis XIII. Il écrivit un grand nombre d'ouvrages théologiques puis historiques.

## Œuvres notoires
- Hymne de la Trinité, avec quelques sonnets spirituels et un discours du S. Esprit.1587
- Le Daufin, ou l'Image d'un grand roy, présentée au roy Henry le Grand en l'année 1605, et les Stances sur la naissance des daufins des très chrétiens roys Henry le Grand et Louis XIII 1605[2]
- La Philosophie royale du jeu des eschets, pour Mgr le Daufin, et autres oeuvres meslées, 1608
- Recueil de diverses poésies sur le trespas de Henry le Grand... et sur le sacre et couronnement de Louis XIII...1611[3]
- La preuve tres-manifeste des quatre titres d'honneur, a-scavoir, Tres-chrestien, filz aisné de l'Église, catholique, & défenseur de la foy, appartenans au Roy de France, 1622
- L'Histoire ecclésiastique de la cour, ou les antiquitez et recherches de la chapelle et oratoire du roy de France depuis Clovis I jusques à nostre temps...1645[4]
- Traitté de l'origine des cardinaux du Saint Siège et particulièrement des françois, avec deux traittez curieux des légats a latere...1665[5]